# Verzimo
Verzimo è una frazione montana di Varallo in provincia di Vercelli, situata sopra il Sacro Monte nella zona delle cosiddette "Cascine sopra il Sacro Monte". Si raggiunge percorrendo la strada carrozzabile che da Crosa conduce al Sacro Monte; superata la frazione di Gerbidi, si guadagna Verzimo, dove la strada finisce.

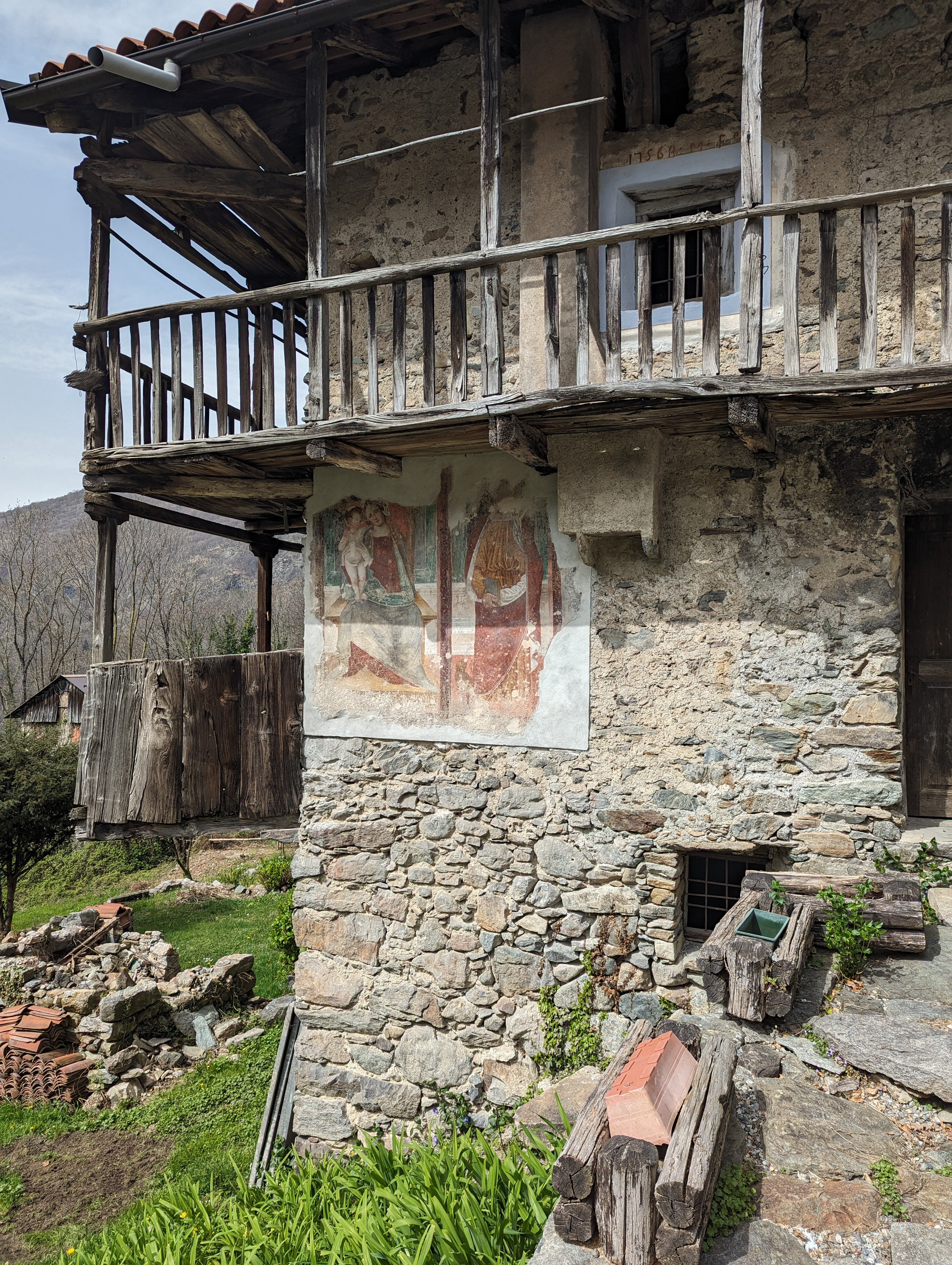
Antico affresco, recentemente restaurato, rappresentante la Madonna con Bambino.

## La chiesa di S.Anna in Verzimo
Notevole la chiesa dedicata a sant'Anna, la cui edificazione viene conclusa nel XVII secolo e che al suo interno contiene una pala d'altare in legno di fine XV secolo.

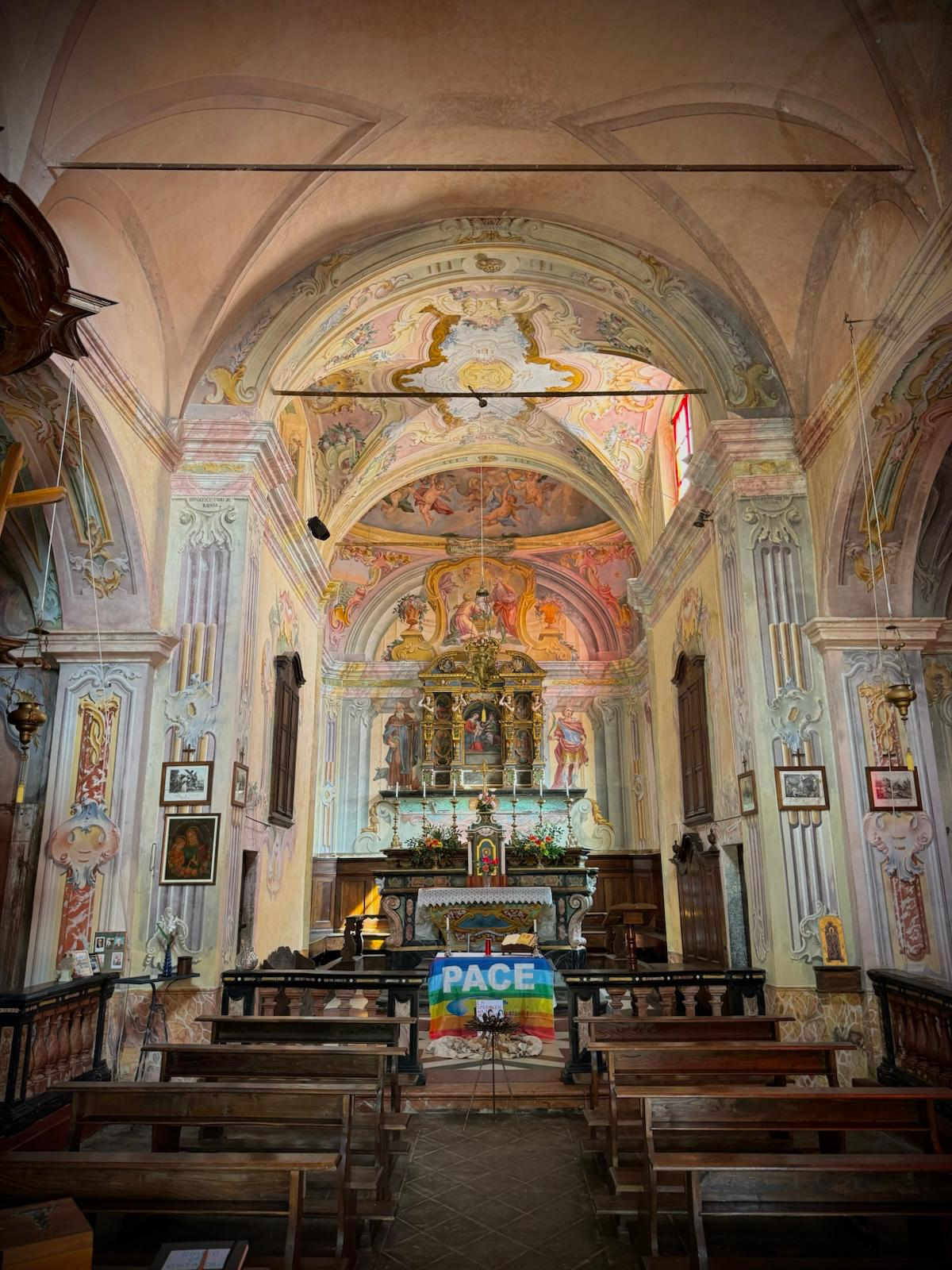
L'interno della chiesa di S.Anna in Verzimo, Varallo (VC)

## L'Antico Circolo
Nella frazione è presente un antico Circolo, fondato quasi due secoli fa. Sopravvissuto ai tempi dell'abbandono della frazione è ora sede del Consorzio dei Terrieri e della Pro Loco. Organizza spesso eventi per tenere in vita il piccolo paese.

## I gatti in paese
Gli escursionisti e gli amici di passaggio non possono fare a meno di notare la presenza di numerosi gatti nella frazione: alcuni sonnecchiano placidamente su un sasso, altri giocano curiosi tra i vicoli, mentre qualcun altro sembra impegnato in animate “discussioni” con i suoi simili. La loro presenza dà vita e colore alla frazione, incastonata tra mura in pietra e tetti in coppi.
Grazie a qualche generosa donazione di cibo e alla dedizione di alcuni abitanti – tra cui Francesca – i gatti vivono sereni, in buona salute e, soprattutto, con la pancia piena.